# Theatergesellschaft Beinwil am See
Die Theatergesellschaft Beinwil am See (vormals Liebhabertheatergesellschaft Beinwyl) ist ein 1864 gegründeter Verein nach Artikel 60 ff. des Schweizerischen Zivilgesetzbuches ZGB mit Sitz in Beinwil am See im Seetal des Schweizer Kantons Aargau. Sie ist seit je Veranstalterin von Theater- und Musikproduktionen, eine der vier traditionsreichen Aargauer Operettenbühnen der Liste der lebendigen Traditionen in der Schweiz sowie Mitglied der schweizerischen MusiktheaterVereinigung. Ihr Einzugsgebiet erstreckt sich über die deutschsprachige Schweiz nördlich der Alpen bis ins angrenzende Ausland.
Zum Repertoire gehörten anfänglich leichte, mitunter auch historische Theaterstücke und seit 1937 hauptsächlich Operettenwerke. Während in den Anfangsjahren ausschliesslich Kinder und Laien aus der Region Seetal und Wynental auf der Bühne standen, zeichnen sich in jüngerer Vergangenheit die Produktionen durch das Zusammenspiel von Laien sowie professionellen Solisten und Orchestermitgliedern aus.

## Geschichte
Im Jahre 1860 begannen einige ortsansässige Schüler unter der Leitung von Lehrer Adolf Wirz Theater zu spielen. Mit einigen Szenen aus Schillers Wilhelm Tell sammelten sie Geld für eine Schulreise. Das Spiel der Kinder regte die Erwachsenen an, ebenfalls Theater zu spielen, worauf im Jahre 1864 die «Liebhabertheatergesellschaft Beinwyl» gegründet wurde. Jährlich fanden mehrere Aufführungen statt, die zusehends auch von Auswärtigen besucht wurden.
In den darauf folgenden Jahren lag der Fokus auf leichten und unterhaltenden Theaterstücken, wohingegen bis Ende des 19. Jahrhunderts ein Wechsel zu nationalhistorischen Stoffen erfolgte.
Während des Ersten Weltkrieges erfuhr das Theaterschaffen einen jähen Unterbruch, ehe 1918 die Produktionen fortgesetzt wurden. Die fortan gewählten Genres sowie unterschiedlich anspruchsvolle Produktionen zogen jedoch verschieden starke Nachfragen nach sich. Der Verein beschloss mit der Aufführung von Das Walzermädel von Wien im Jahr 1937, künftig das Genre der Operette zu bedienen. Diesem ist der Verein seither weitgehend treu geblieben. Die grössten Erfolge feierte die Theatergesellschaft mit bekannten Operetten wie Im weissen Rössl, Gräfin Mariza, Die gold’ne Meisterin und Der Graf von Luxemburg.
Das Ensemble führte bislang 112 Produktionen (Stand: 2024) auf, welche üblicherweise zweijährlich in den Wintermonaten stattfinden.

## Spielstätten
Anfänglich diente der Lehrsaal im örtlichen Schulgebäude als Bühnenraum, welcher mit steigender Publikumsbeliebtheit durch Abtragen einer Schulzimmerwand vergrössert werden musste.
Ein Vierteljahrhundert nach dem Neubau des stattlichen Gasthofs «Löwen» im Dorfzentrum übernahm das Vereinsgründungsmitglied Hans Rudolf Merz 1877 das Gebäude. Unter finanzieller Beteiligung des Vereins entstand südseitig ein Bühnenkomplex. Ein Jahr später wurde dieser mit der 14. Theaterproduktion feierlich eröffnet. Am 7. Mai 1903 ereignete sich ein Grossbrand, der den Gasthof sowie den gesamten Bühnentrakt zerstörte. Dank einem gross angelegten Spendenaufruf gelang es dem Verein, die zerstörte Bühneneinrichtung neu zu beschaffen. Den Brand nahm man zum Anlass, den Zuschauersaal zu vergrössern und mit neuer Lichttechnik auszustatten. Der Gasthof mit Annex öffnete 1905 nach dem Wiederaufbau. Das Gebäude erhielt damit sein markantes, im Neubarock-Stil vollendetes Äusseres, welches bis heute erhalten blieb.
1992 erhielt der «Löwen» ein Seitengebäude, welches sich an der ostseitigen Gebäudeflanke entlang der Hauptstrasse 26 erstreckt und seither als Empfangsraum dient. Eine nötige Sanierung der Infrastruktur sowie gestiegene Brandschutzanforderungen konnten dank der Einwohnergemeinde 2012 umgesetzt werden. Die Bühneneinrichtung, welche von der Theatergesellschaft finanziert und unterhalten worden war, ging hierbei an die Gemeinde Beinwil am See über.

## Trivia
- Die 1883 eröffnete Zugstrecke der Schweizerischen Seethalbahn zwischen Emmenbrücke und Lenzburg sowie ihren jüngst instand gesetzten Zweigabschnitt von Menziken/Reinach AG bis Beinwil am See nutzte der Verein 1887 zur Führung von Extrazügen.[4]
- Während mehr als 40 Jahren stellte der Gontenschwiler Maler Adolf Gautschi zahlreiche Bühnenbilder her.[7] Nach dessen Ableben übernahmen diese Aufgabe eine lokale Malerei sowie gegenwärtig ein regionaler, spezialisierter Kulissenbauer.[8]
- Im Dezember 2010 zeigte das Schweizer Fernsehen eine dreiteilige Dokumentation über die Theatergesellschaft Beinwil am See und ihre Vorbereitungen zur 107. Produktion (Der Zigeunerbaron).[9]